# Biaquino VI da Camino
Biaquino VI da Camino (1269 o 1270 – prima del 1317) è stato un nobile, militare e politico italiano.

## Biografia
Secondogenito di Guecellone VI e Beatrice Bonaparte, apparteneva per questo ai Caminesi, potentissima casata trevigiana che godeva di diritti feudali in Veneto settentrionale e orientale. Rimasto orfano del padre in tenera età (1272), Biaquino condusse la sua esistenza sempre all'ombra del fratello maggiore Tolberto III.
Quest'ultimo era stato tra i fautori dell'instaurazione della signoria Caminese su Treviso, assunta dal cugino Gherardo III (1283). I due fratelli ne trassero subito vantaggio, in quanto nel 1285 venne loro confermata la signoria su Oderzo; in seguito, tuttavia, i rapporti fra le due parti si guastarono, poiché sulla cittadina vantavano diritti sia il ramo familiare a cui appartenevano i due fratelli, sia il comune di Treviso.
Nel 1291 Biaquino partecipò ad una congiura promossa dal fratello contro Gherardo. Fallito il colpo di mano, sempre assieme a Tolberto, si diede spontaneamente alla Repubblica di Venezia.
Negli anni successivi le discordie si appianarono e venne ricomposta anche una questione con il patriarca di Aquileia che, alla fine, revocò l'interdetto sui domini dei due riconoscendone al contempo la sovranità.
In seguito ai disordini scoppiati nella zona di Mestre dopo la congiura del Tiepolo, la Serenissima si rivolse a Biaquino perché proteggesse i Veneziani lì residenti.
Durante la brevissima signoria di Guecellone VII su Treviso (1312), fu alla testa di un contingente di soldati in appoggio ai Padovani nella guerra contro Cangrande della Scala. Ma nel dicembre, assieme al fratello, fu probabilmente uno dei registi della rivolta che portò alla fine della signoria Caminese sulla città.
Dopo la restaurazione del governo comunale, i due fratelli mantennero il diritto di risiedere in città e di spostarvisi armati con la propria scorta. Negli anni successivi entrambi presero parte attiva alla vita pubblica di Treviso.
Morì probabilmente prima del 1317 quando Tolberto, stilando il suo testamento, menzionò solo l'unico figlio sopravvissuto di Biaquino, Guecellone VIII.

## Discendenza
Dal matrimonio con Aureola Grimaldi, Tolberto ebbe due figli:
- Guecellone VIII;
- Rizzardo.